# Explozia de la Chișinău (2011)
Explozia de la Chișinău din 7 iunie 2011 a fost o explozie de mașină în centrul Chișinăului, capitala Republicii Moldova. Explozia a ucis șeful federației de tenis din Moldova, Igor Țurcan. El s-a situat în fruntea campaniei pentru un candidat independent în alegerile locale din 5 iunie. 
Țurcan trecea pe lângă un automobil de model Lada, care avea numere de înmatriculare rusești, atunci când aceasta explodat. Țurcan a fost internat la spital dar mai târziu a murit din cauza rănilor grave. Poliția a anunțat ca n-au mai existat victime. Adjunctul lui Țurcan a descris explozia ca fiind un "asasinat", dar prim-ministrul Republicii Moldova de atunci, Vlad Filat, a declarat că este prea devreme pentru a trage concluzii cu privire la ceea ce sa întâmplat.